# Курів (Словаччина)
Курів або Куров (словац. Kurov) — село в Словаччині, Бардіївському окрузі Пряшівського краю. Розташоване в північно-східній частині Словаччини біля кордону з Польщею.

## Історія
Село вперше згадується у 1332 році. 
В середині XVIII ст.частина русинського населення Курова переселилась у Воєводину.

## Сучасність
В селі є римо-католицька церква з 1814 р., греко-католицька церква св. Луки з 1884 р., православна церква св. Апостола Луки з 1994 р.

## Населення
| Рік:            | 1994. | 2004.   | 2014.   | 2024.    |
| --------------- | ----- | ------- | ------- | -------- |
| Кількість осіб: | 552   | 559     | 612     | 727      |
| Різниця:        |       | +1,26 % | +9,48 % | +18,79 % |

| Рік:            | 2023. | 2024.   |
| --------------- | ----- | ------- |
| Кількість осіб: | 729   | 727     |
| Різниця:        |       | -0,27 % |

В селі проживає 559 осіб.
Національний склад населення (за даними останнього перепису населення — 2001 року):
- словаки — 65,20 %
- цигани — 17,58 %
- русини — 13,92 %
- українці — 2,38 %

Склад населення за приналежністю до релігії станом на 2001 рік:
- греко-католики — 46,70 %,
- православні — 39,74 %,
- римо-католики — 7,51 %,
- не вважають себе віруючими або не належать до жодної вищезгаданої церкви- 2,57 %

## Видатні постаті
- Микола Мушинка (1936) — в селі народився фольклорист та українознавець, іноземний член Української академії наук